# Abecedni popis agnotozoa: T

### TrichoplaxSchultze, 1883
- Trichoplax adhaerens Schulze, 1883

Agnotozoa → Placozoa